# Heta högen
Heta högen var namnet på den topplista som efterträdde Tio i topp och föregick Trackslistan. Den presenterades av Kaj Kindvall i radioprogrammet Poporama, som sändes 1974-1984.
Varje vecka fick lyssnarna skriva in och rösta på de fem låtar de tyckte bäst om i veckans program. De populäraste låtarna spelades igen nästa vecka och utgjorde Heta Högen. Den nya låt som fick flest röster fick utmärkelsen "Veckans Smash Hit".
Listan varierade i storlek genom åren, men under de första åren innehöll den generellt sett fler låtar än under de senare åren. Det mesta antalet låtar som förekom på listan var tolv stycken, och det minsta antalet låtar på listan var fyra stycken.
Det speciella med listan var att den inte rankades, så de exakta placeringarna för låtarna är väl förborgade. Den enda utmärkelse som skedde var att veckans populäraste nya låt fick benämningen "Veckans Smash Hit". Den 1 mars 1984 skedde en stor förändring då Heta Högen från och med den veckan presenterades i traditionell listform, och den innehöll då sex eller sju låtar.

Det alltmer ökande skivutbudet gjorde att Kaj Kindvall beslöt sig för att lägga ner Poporama och starta upp Tracks hellre än att göra om Heta högen.